# Жидковас, Андреюс
Андреюс Жидковас (лит. Andrejus Židkovas, родился 25 мая 1991 в Электренае) — литовский хоккеист, нападающий клуба «Энергия» (Электренай) и сборной Литвы.